# Brigitte Aloise Roth
Brigitte Aloise Roth, Aloise Roth oder auch (im englischsprachigen Kontext) Brigitta Roth (* 5. April 1951 in Wien; † 13. Februar 2018 in Wien) war eine österreichische Performancekünstlerin, Fotografin, Pädagogin, Feministin und (Umwelt-)Aktivistin. Sie selbst beschrieb sich als „matriarchale Kunstutopistin“.

## Leben
Ihre Kindheit und Jugend verbrachte Brigitte Aloise Roth in St. Pölten. Das Studium führte sie nach Wien. 1974 erlangte sie hier das Diplom für Gebrauchsgrafik, Illustration und Fotografie und das Lehramt für bildnerische Erziehung und Werkerziehung an der Universität für angewandte Kunst. 1975/76 erhielt sie das British Council Scholarship für Fotografie in London, wo sie mit der Performance-Art-Gruppe The Theatre of Mistakes zusammenarbeitete. Es entstanden Aufführungen und Fotodokumentationen, etwa auch die Fotografie „Hampelfrau“, mit der sie in der Sammlung Verbund vertreten ist.
Ab 1977 unterrichtete sie bis 1979 am Gymnasium Anton-Krieger-Gasse in Wien. 1979 verbrachte sie ein halbes Jahr in New York, wo sie in einer Werbeagentur arbeitete und Kampagnen für österreichische Weine in der USA entwarf. In dieser Zeit fotografierte sie Prominente wie etwa Andy Warhol.
Ab 1980 arbeitete sie freischaffend als Künstlerin in Wien. 1996/97 nahm Aloise Roth an zahlreichen künstlerischen Aktionen für das erste österreichische Frauenvolksbegehren teil, beispielsweise säuberte sie den in Heldinnenplatz umbenannten Wiener Heldenplatz mit einem Hexenbesen von seiner faschistischen Geschichte. Sie war Gründungsmitglied des kosmos.frauenraum (ab 2002 Kosmos Theater), dessen Verwirklichung der 9 Tage und Nächte dauernden feministischen Besetzung des Wiener Rondell, einem ehemaligen Pornokino, zu verdanken war. Dort spannte sie u. a. ihr Netz im wahrsten Sinn des Wortes: eine meterhohe gewebte und gehäkelte Kunstinstallation, in die jede Besetzerin Wünsche und Forderungen einbinden konnte. Am 15. Mai 2000 wurde der kosmos.frauenraum am Siebensternplatz in Wien eröffnet. Bis zu ihrem Tod war Aloise Roth höchst aktiv im Vorstand vertreten. Von 2001 bis 2005 war sie als Bezirksrätin im 13. Wiener Gemeindebezirk Hietzing für die Grünen tätig. Sie kettete sich an Bäume, die gefällt werden sollten. In ihrer politischen Tätigkeit in Hietzing war ihr neben der Frauenpolitik der Erhalt von Grünflächen mit dem Motto „Gschtettn retten“ ein Herzensanliegen.
In ihren 30er-Jahren wurde sie das erste Mal mit der Diagnose multiple Sklerose (MS) konfrontiert. Trotz ihrer Krankheit setzte sie ihre politische und künstlerische Arbeit energisch fort. 2018 verstarb sie nach der langen und schweren Krankheit. 2020 war sie posthum Teil der Ausstellung Feministische Avantgarde – Made in Austria (kuratiert von Gabriele Schor), Sammlung Verbund.

## Ausstellungen und Performances (Auswahl)
- 1982: Fotoausstellung „31 – What a panic“ in der Un Art Gallery
- 1983: Fotografien zur Ausstellung „Laufmasche“ in der Galerie nächst St. Stephan
- 1997: Installation zum Frauenvolksbegehren UFF (Unabhängiges Frauenforum): Netzinstallation und Fotodokumentation u. a. mit Johanna Dohnal, Madeleine Petrovic, Eva Rossmann, Hilde Schmölzer
- 1998: Netzaktionismus bei der Veranstaltung Frauenparlament, die vor dem Parlament in Wien stattfand
- 1999: Netzaktionismus im Parlament
- 2001–2017: Netzaktionismus und Workshops am Volksstimmefest
- 2020: Gruppenausstellung: Feministische Avantgarde – Made in Austria (Sammlung Verbund)[9]